# G-streng
En g-streng (også kaldet g-strengstrusse og string-trusse) er en lille trusse til kvinder (og de seneste år også mænd), og er karakteriseret ved , at det er et stykke stof som går mellem balderne (i modsætning til andre typer trusser, der dækker balderne helt eller delvist), og omkring livet.
En g-streng bliver ofte forbundet med noget erotisk, og der er ofte store diskussioner om, hvorvidt det skal tillades unge piger at gå med trusserne (se mere under punktet "Kritik").

## Historie
G-strengen har ikke nogen officiel historie, men derimod findes der en del teorier om dens oprindelse. En af dem går på, at stripperne i 1930'ernes USA skulle kunne vise så meget af deres krop som muligt, uden at være decideret nøgne. Derfor blev en tidlig udgave af g-strengen, der dækkede kønsdelene og anus, indført. Beklædningsgenstanden blev døbt en Government-string fordi det var lovkrav og dette blev til g-string.
En anden lidt mere fjern teori går tilbage til sumobrydningens stigende popularitet i den vestlige verden, hvor sumobrydere som bekendt bærer en beklædning, der tilnærmelsesvis ligner en g-streng. G-strengen siges så at være en stærkt modificeret udgave af brydernes beklædning.
G-strengen blev dog først rigtig populær i 1970'erne og 1980'erne, da tøjdesigneren Rudi Gernreich i 1974 "opfandt" g-strengen til brasilianske dansere, og den var altså ikke længere forbeholdt de amerikanske strippere. De europæiske kvinder fik i 1980'erne øjnene op for dette nye smarte produkt, som viste sig at være utroligt behageligt at have på – syntes nogen. Derudover kunne man ikke se en g-streng igennem et par stramme (hvide) bukser lige så tydeligt, som man kunne med andre trussetyper.

## Stigende popularitet gennem medierne
Op igennem 1990'erne er g-strengens popularitet eksploderet, bl.a. på grund af medierne.[kilde mangler] Blandt andet er det meget populært at vise meget let påklædning på kvinder i musikvideoer, oftest kun en g-streng og en bikinitop. Britney Spears, Christina Aguilera m.fl. har også ofte kunne ses i ikke meget andet end en g-streng og en bh.
De seneste år er fænomenet Whale Tail (oversat: hvalhale) også opstået. Det er, når en g-streng kan ses over buksekanten, f.eks. hvis en person bukker sig ned i lavtaljede eller løse bukser. Formen på en hvals hale, når den hopper op fra vandet ligner meget en g-strengs form, deraf navnet. Der er også gået nærmest sport i for paparazzi at fange kendisser i et øjeblik, hvor en Whale Tail fremkommer.

## Kritik
G-strengen må siges at være den beklædningsdel, foruden muslimske kvinders tørklæder, der er den mest omdiskuterede de sidste 10 år. En af mærkesagerne hos mange kvinder er, at g-strenge til helt unge piger skal forbydes. De seneste år har man hørt om piger helt ned til 9-års alderen, der går med g-streng. Og det er et sted, hvor forældre reagerer på én af tre måder: De forbyder deres datter at gå med det, de er bekymrede over det, men tillader, eller de er ligeglade. Den danske supermarkedskæde Kvickly blev specielt stærkt kritiseret, da de for nogle år siden solgt g-strenge i størrelse 9 år. Der gik kun få dage, fra de startede salget til de blev taget af hylderne, på grund af en massiv klagestorm fra vrede mødre. 